# Limnephilus kedrovayaensis
Limnephilus kedrovayaensis là một loài Trichoptera trong họ Limnephilidae. Chúng phân bố ở miền Cổ bắc.